# Торо Уртадо, Поликарпо
Поликарпо Торо Уртадо (6 февраля 1856, Мелипилья, Чили — 23 сентября 1921, Сантьяго) — чилийский военный моряк и исследователь, командир экспедиции, которая высадилась на Острове Пасхи и объявила о его аннексии Чили в 1888 году. 

## Биография
Из зажиточной семьи, сын землевладельца. Получил военно-морское образование. Затем принял участие в экспедиции на берега Магелланова пролива с целью ускорить развитие нового города Пунта-Аренас, которое происходило в конкурентной борьбе с Аргентиной. В 1875 году Торо отправился на борту корвета «О’Хиггинс» к Острову Пасхи и установил свой первый контакт с туземцами, которые пожаловались чилийцам на плохое обращение с ними членов других экспедиций, высаживавшихся на острове в поисках рабов и богатств. После возвращения в Чили, Торо заручился поддержкой влиятельных лиц с целью утвердить суверенитет Чили над островом Пасхи. 
В 1876 году Торо отправился в Англию в звании старшего лейтенанта на борту «Адмирала Кошрэна». Во время своего долгого пребывания в Европе он принял участие в различных манёврах Британского флота в Средиземном море во время войны между Россией и Турцией. В этот период Торо объездил немалую часть Европы, где наблюдал за повседневной жизнью британского флота. 
Торо вернулся в Чили после начала Второй тихоокеанской войны, в которой принял самое непосредственное участие. В 1883 году он был официально назначен на должность профессора в Военно-морском колледже.
В 1888 Чили официально объявило об аннексии острова Пасхи, увеличив свою сухопутную территорию на 163 кв. км.